# Wahlen 1870
◄◄ | ◄ | 1866 | 1867 | 1868 | 1869 | Wahlen 1870 | 1871 | 1872 | 1873 | 1874 | ► | ►►

Weitere Ereignisse
Die Liste der Wahlen 1870 umfasst Parlamentswahlen, Präsidentschaftswahlen, Referenden und sonstige Abstimmungen auf nationaler und subnationaler Ebene, die in diesem Jahr weltweit abgehalten wurden.
Das damalige Wahlrecht entsprach typischerweise nicht den Wahlrechtsgrundsätzen der direkten, geheimen und gleichen Wahl. Zeittypisch waren oft nur kleine Teile der Bevölkerung wahlberechtigt, ein Frauenwahlrecht war nicht gegeben.

## Termine
| Land               | Datum            | Wahl 1870                                                | Letzte Wahl | Bemerkung                                  |
| ------------------ | ---------------- | -------------------------------------------------------- | ----------- | ------------------------------------------ |
| Vereinigte Staaten | ab dem 6. Juni   | Wahl zum Repräsentantenhaus der Vereinigten Staaten 1870 | 1868        | Mehrheit der Staaten wählte am 8. November |
| Preußen            | 16. November     | Wahl des preußischen Abgeordnetenhauses 1870             | 1867        |                                            |
| Königreich Italien | 20. und 27. Nov. | Parlamentswahl in Italien 1870                           | 1867        |                                            |